# Ausschuss für Angelegenheiten der Neuen Länder
Der Ausschuss für Angelegenheiten der neuen Länder war ein ständiger Ausschuss des 14. Deutschen Bundestags (1998–2002).

## Mitglieder
Der Ausschuss hatte 15 Mitglieder. Den Vorsitz führte zunächst Paul Krüger (CDU), der sein Bundestagsmandat am 14. August 2001 niederlegte. Am 25. September 2001 übernahm Werner Kuhn (CDU) den Vorsitz. Stellvertretender Vorsitzender war Peter Eckardt (SPD).